# Osservatorio di Maragheh
L’osservatorio reale di Maragheh (in persiano رصدخانهٔ مراغه‎, Raṣad-e khāne Marāgheh), è stato un osservatorio astronomico fondato nel 1259 sotto il patronato del sovrano ilkhanide Hulagu e la direzione dell'astronomo persiano Nasir al-Din al-Tusi. Era situato sulle alture ad ovest della capitale ilkhanide di Maragheh, nell'Azerbaigian persiano.

## Storia

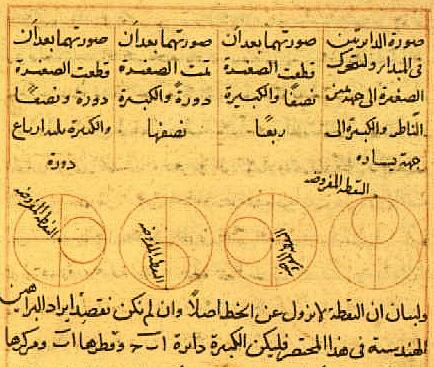
Coppia di al-Tusi esposta nel codice Vaticano Arabo 319

Quando Tusi si lamentò che le tavole astronomiche a disposizione erano imprecise, il khan ilkhanide Hulagu gli permise di costruire un osservatorio in un luogo scelto dall'astronomo. Secondo testi come il Jām'e tavārīkh-e rashīdī (in persiano جامع التواريخ رشيدي‎), il Ṣaf el-ḥofre (in persiano صاف الحفره‎) e le Favvāt ol-vafiyyāt (in persiano فوات الوفيات‎), la costruzione del Raṣad-e khāne iniziò nel 1259 (657 dopo l'Egira).
L'istituzione era costituita in waqf, il che le permise di continuare ad operare anche dopo la morte del fondatore.
Dopo dodici anni di intenso lavoro, quando ormai regnava il figlio di Hulagu Abaqa Khan, gli astronomi dell'osservatorio pubblicarono le Tavole ilkhanidi (Zij-i Ilkhani), tavole astronomiche adoperate anche da Copernico.
Dopo la morte di al-Tusi, suo figlio fu nominato direttore dell'istituto. Tuttavia, alla metà del Trecento l'osservatorio fu abbandonato. Cadde in rovina a causa dei frequenti terremoti 
e della disgregazione dello Stato ilkhanide. Lo scià safavide Abbas I di Persia ebbe l'intenzione di restaurarlo; tuttavia, la morte gli impedì di realizzare il disegno.
Il fratello maggiore di Hulegu, Kubilai Khan, che regnava sulla Cina, negli stessi anni costruì l'osservatorio di Gaocheng.
La visita alle rovine dell'osservatorio di Maragheh ispirò Ulugh Beg per la costruzione dell'Osservatorio di Samarcanda nel 1428.

L'area dell'osservatorio è attualmente coperta da una cupola in tensostruttura.
Un globo celeste proveniente dal Raṣad-e khāne, risalente al 1279, è oggi conservato nel salone fisico-matematico di Dresda. È fatto di bronzo, cesellato in oro e argento.

## Descrizione
Le rovine dell'osservatorio di Maragheh occupano un'area di 340 per 135 metri: era il più grande osservatorio del suo tempo e si componeva di vari edifici.
Il quadrante murale aveva un diametro di 4,30 metri ed era allineato con il meridiano passante per l'osservatorio. Questo meridiano fu preso come meridiano fondamentale per il calcolo delle "Tavole ilcaniche".
V'era inoltre un edificio circolare di pietra di 28 metri di diametro e alto quattro piani, che permetteva il passaggio dei raggi solari.
Vi erano infine sfere armillari, un'armilla solstiziale, un'armilla equatoriale e cerchi azimutali.
All'osservatorio era annessa una biblioteca di 40.000 manoscritti, che erano stati saccheggiati da altre biblioteche dell'Impero mongolo durante le incursioni attraverso la Persia, la Siria e la Mesopotamia.
Sotto la direzione di al-Tusi lavoravano almeno 20 astronomi, provenienti da vari paesi. Non solo dal mondo islamico, ma anche da fuori. Dalla Cina veniva Fao Munji, le cui conoscenze di astronomia cinese permisero dei miglioramenti rispetto al sistema tolemaico inizialmente adottato da Tusi. Dall'Impero bizantino veniva Giorgio Coniate, che tradusse in greco le Tavole Ilkhanidi.
.
Altri scienziati che lavorarono all'Osservatorio furono Qotb al-Din Shirazi, Muhyi al-Dīn al-Maghribī, Athīr al‐Dīn al‐Abharī e Najm al-Dīn al-Qazwīnī.
All'osservatorio di Maragheh studiavano più di cento studenti.